# Royal Marriages Act 1772
Il Royal Marriages Act 1772 era un atto del Parlamento della Gran Bretagna che prescriveva le condizioni alle quali i membri della famiglia reale britannica dovevano sottostare per contrarre un matrimonio valido e provvedeva a fornire quindi delle stringenti assicurazioni contro l'eventualità che un matrimonio indesiderato potesse influenzare la successione al trono o abbassare lo status della casata reale. Il potere di veto nelle mani del sovrano era molto pronunciato e provocò numerose critiche ai tempi in cui venne emanato. Successivamente questo atto fu abrogato dal Succession to the Crown Act 2013 che permette a coloro che hanno sposato dei cattolici di succedere al trono, limita il potere di veto del sovrano ai soli primi 6 successori e che rimpiazza la regola della precedenza dei figli maschi sulle femmine con la primogenitura semplice (solo per coloro che sono nati dopo il 28 ottobre 2011) emanato a seguito dell'Accordo di Perth del 2011.

## Disposizioni
L'atto stabiliva che nessun discendente di re Giorgio II, maschio o femmina, ad eccezione dei discendenti delle principesse che si fossero sposate «in famiglie» (ossia che fossero entrate a far parte di altre famiglie reali tramite matrimonio), potesse sposarsi senza il consenso del monarca regnante, «ratificato con il sigillo e dichiarato in consiglio». Il consenso doveva essere allegato alla licenza e nel registro matrimoniale, e inserito nei libri del Privy Council; qualunque matrimonio contratto senza questo consenso sarebbe stato nullo e privo di valore.
In ogni caso, qualunque membro della famiglia reale che avesse raggiunto l'età di venticinque anni e che si fosse visto rifiutare il consenso regale, avrebbe potuto sposarsi dopo un anno dandone notizia al Privy Council, a meno che entrambe le camere del Parlamento non avessero dichiarato la loro disapprovazione. Non vi fu comunque mai un caso in cui il consenso formale del sovrano in consiglio fu rifiutato.
Inoltre il Royal Marriages Act 1772 considerava un crimine il contrarre o partecipare ad un matrimonio illegale di qualunque membro della famiglia reale; questa disposizione venne in seguito abrogata dal Criminal Law Act 1967.

## Cause

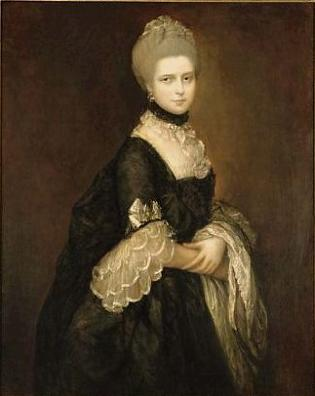
Maria Walpole; il suo matrimonio con il Duca di Gloucester determinò l'approvazione dell'atto

La proposta di legge venne effettuata da re Giorgio III come diretto risultato del matrimonio di suo fratello, il principe Enrico, duca di Cumberland, che nel 1771 sposò Mrs Anne Horton, figlia di Simon Luttrell, Lord Irnham (poi anche conte di Carhampton) e vedova di Christopher Horton. Benché il fatto non venne scoperto fino ad un anno dopo l'approvazione dell'atto, anche un altro fratello di re Giorgio, il principe Guglielmo, duca di Gloucester ed Edimburgo, nel 1766 aveva segretamente sposato Maria Walpole, figlia illegittima di Sir Edward Walpole e vedova del 2º Conte Waldegrave. Entrambe queste due unioni vennero considerate molto indesiderabili da parte del Re.

## Coppie ricadute negli effetti dell'atto
Qui di seguito è riportato un elenco delle situazioni in cui vennero applicate le disposizioni del Royal Marriages Act 1772:
- Il 15 dicembre 1785 Giorgio, principe di Galles, il figlio maggiore del Re, sposò privatamente ed in contravvenzione al Royal Marriages Act 1772 e all'Act of Settlement 1701, nella sua casa di Park Lane, a Londra, con rito anglicano, Maria Anne Fitzherbert, due volte vedova, e cattolica praticante. Benché considerato valido secondo i canoni della Chiesa Cattolica, il matrimonio era però nullo come conseguenza dell'atto; se avesse avuto validità il Principe sarebbe stato escluso dalla successione al trono secondo le disposizioni dell'Act of Settlement 1701.
- Il 29 settembre 1791 il principe Federico, duca di York e Albany (secondogenito di Giorgio III), sposò Federica Carlotta di Prussia, figlia del re Federico Guglielmo II di Prussia, a Charlottenburg, a Berlino, ma la cerimonia dovette essere ripetuta a Londra il 23 novembre dello stesso anno in quanto, benché il consenso fosse stato fornito al Privy Council il 28 settembre, non si era riusciti a ottenere in tempo il sigillo e quindi vennero sollevati dubbi sulla legalità del matrimonio.[3]
- Il 4 aprile 1793 il principe Augusto, sesto figlio di re Giorgio III, sposò, in contravvenzione all'atto, privatamente e senza testimoni, presso l'Hotel Sarmiento, a Roma, Lady Augusta Murray e nuovamente, con altra cerimonia, il 5 dicembre 1795, a St. George, in Hannover Square a Londra. Entrambi i matrimoni vennero dichiarati nulli e invalidi dalla Corte degli Archi il 14 luglio 1794 ed i loro due figli vennero di conseguenza considerati illegittimi.[4]
- Dopo la morte di Lady Augusta Murray, il principe Augusto, all'epoca creato Duca di Sussex, apparentemente si sposò una seconda volta, anche se non esistono prove certe, sempre in contravvenzione del Royal Marriages Act, il 2 maggio 1831, nella sua casa di Great Cumberland Place, a Londra, con Lady Cecilia Buggin, che quel giorno assunse il cognome di Underwood e che, il 10 aprile 1840, venne creata Duchessa di Inverness dalla regina Vittoria (Augusto era invece Conte di Inverness). La Regina, come scrisse Lord Melbourne, aveva quindi «riconosciuto l'effetto morale e religioso di qualunque cosa avesse avuto luogo, mentre scongiurava gli effetti legali di un matrimonio legale, che era quello che Sua Maestà era più ansiosa di fare».[5] L'accettazione del matrimonio, che anche questa volta non poteva essere definito morganatico perché invalido, avrebbe significato convalidare il precedente matrimonio del Duca e quindi legittimare i suoi due figli; in ogni caso la coppia coabitò e vennero socialmente accettati come marito e moglie.
- L'8 gennaio 1847 il primo cugino della regina Vittoria, il principe Giorgio di Cambridge, sposò a St. James, a Clerkenwell, con licenza del Faculty Office, ma in contravvenzione con questo atto, Sarah Fairbrother, un'attrice già incinta e con altri quattro figli illegittimi (due del Principe e due di altri uomini). A partire dal 1858 circa, Sarah utilizzò il nome di Mrs FitzGeorge e, visto che il matrimonio era invalido, non era corretto chiamarlo morganatico, come molti facevano;[6] è inoltre incorretto affermare che la regina Vittoria rifiutò di acconsentire al matrimonio visto che non le vennero fatte richieste in ossequio al Royal Marriages Act,[7] essendo evidente che non avrebbe fornito l'autorizzazione.
- Nel 1936, l'atto di abdicazione di re Edoardo VIII lo escluse specificamente dalle disposizioni del Royal Marriages Act 1772, permettendogli così di sposare la divorziata Wallis Simpson.
- Nel 1955 le disposizioni dell'atto vennero utilizzate per frustrare le idee romantiche della principessa Margaret circa il divorziato capitano Peter Townsend: il Primo Ministro chiarì che il Governo non avrebbe approvato il matrimonio in quanto avrebbe minato la posizione della Corona. Nel caso si fosse sposata comunque, il Governo avrebbe introdotto un decreto che l'avrebbe privata (assieme agli eventuali figli che avesse avuto) del diritto di successione dinastica; le avrebbero inoltre negato la possibilità di far parte del Consiglio di Stato, le avrebbero tolto il suo assegno statale e l'avrebbero condannata all'esilio.[8]
- Il 30 giugno 1978 il primo cugino della regina Elisabetta II, il principe Michael di Kent, sposò con cerimonia civile presso il municipio di Vienna, in Austria, la cattolica e divorziata baronessa Marie Christine von Reibnitz, il cui matrimonio del 1971 con Thomas Troubridge era stato annullato dalla Chiesa Cattolica Romana nel maggio del 1978. Sposando una donna cattolica, il Principe perse il suo diritto di successione al trono, secondo quanto disposto dall'Act of Settlement. Benché non venisse riportato dalla London Gazette, la Regina diede il proprio consenso per il matrimonio in ossequio al Royal Marriages Act 1772, avendo ricevuto l'assicurazione scritta che i figli della coppia sarebbero stati allevati nella fede anglicana (permettendo così di conservare loro i diritti successori).[9] All'epoca la coppia non poté sposarsi con cerimonia civile in Inghilterra a causa dei Marriage Act del 1836 e del 1949; contemporaneamente il Papa aveva rifiutato di concedere una dispensa per celebrare il matrimonio religioso, cosicché Michele e Maria Christine dovettero sposarsi in Austria. In seguito venne comunque convalidata religiosamente l'unione con una cerimonia, che infine ottenne l'approvazione papale, tenutasi presso la residenza dell'arcivescovo a Westminster il 29 giugno 1983.[10]

## Effetti più ampi

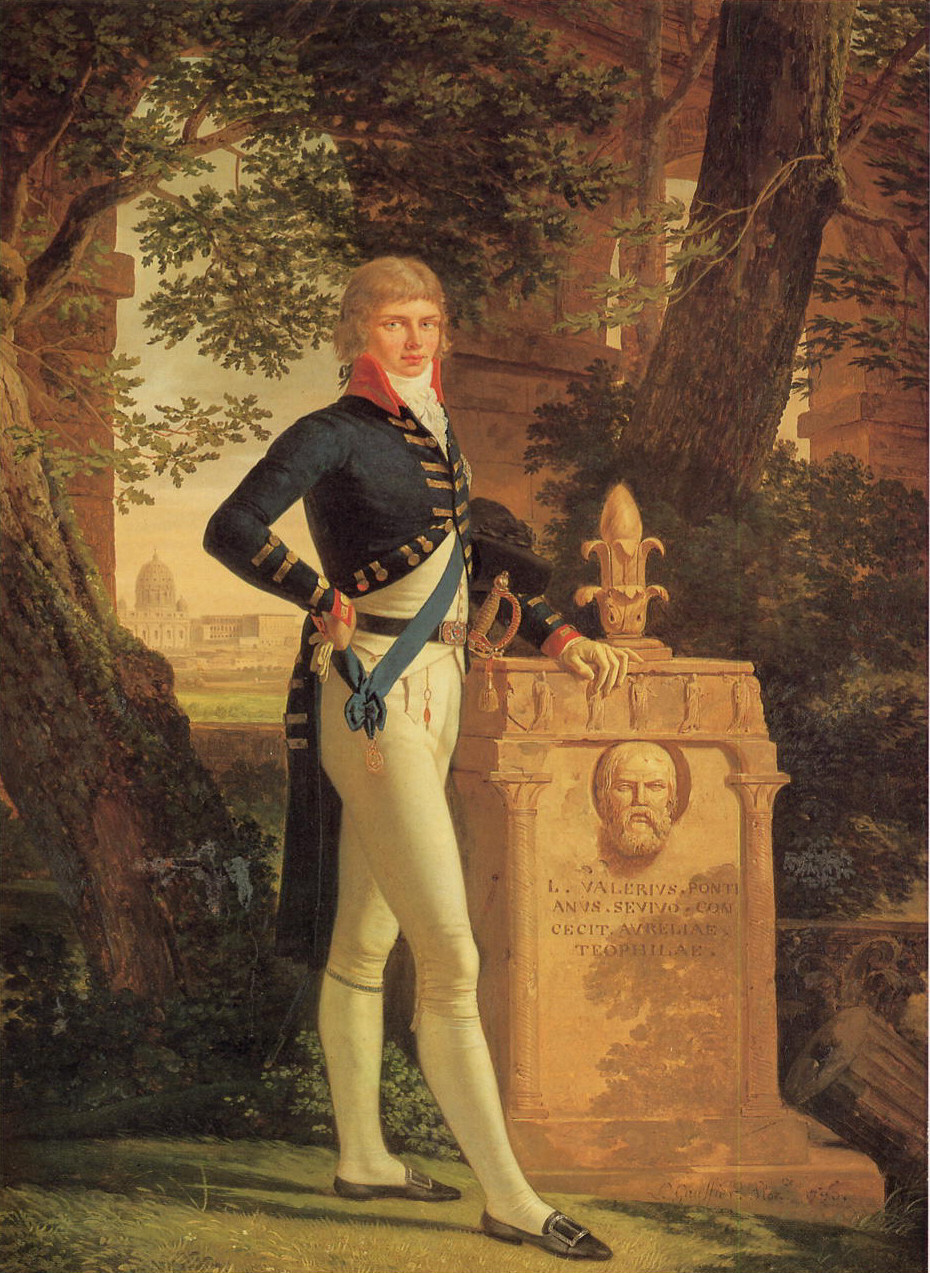
Il principe Augusto Federico

L'atto rendeva invalido qualunque matrimonio, ovunque contratto o solennizzato, in contravvenzione ad esso; un tempo si era ritenuto che il matrimonio del principe Augusto Federico fosse legale in Irlanda ed Hannover, ma la Commissione dei Privilegi della House of Lords stabilì (nel caso sulla parìa di Sussex), il 9 luglio 1844, che l'atto impediva ai discendenti di Giorgio II di contrarre un matrimonio legale senza il consenso della corona, sia all'interno dei domini britannici, che in qualunque altro luogo.
Gli effetti della legge, non sempre prevedibili, rimangono per la maggior parte ancora in vigore; un esempio è visibile nella Casa Reale di Hannover, che discende da Ernesto Augusto, duca di Cumberland, figlio minore di re Giorgio III, che ereditò la corona hannoveriana a causa della sua legge di successione semi-salica nel momento in cui il Regno Unito andò a sua nipote Vittoria. Nonostante il fatto che i suoi discendenti abbiano perso la corona nel 1866, ed i titoli regali nel 1918, in quanto discendenti in linea maschile di Giorgio II, essi devono continuare a chiedere il permesso di matrimonio al monarca britannico.
Di conseguenza, il 1º gennaio 1999, la regina Elisabetta II emanò il seguente ordine in consiglio: «Miei Lord, Io dichiaro qui il Mio Consenso ad un Contratto di Matrimonio tra Sua Altezza Reale Principe Ernesto Augusto Alberto di Hannover, duca di Brunswick-Lüneburg e Sua Altezza Serenissima Principessa Carolina Luisa Margherita di Monaco...». Senza il consenso reale il matrimonio sarebbe stato invalido in Gran Bretagna, dove la famiglia dello sposo possiede tuttora notevoli proprietà e ritiene il diritto di petizione per la ripresa del Ducato di Cumberland, sospeso dopo la prima guerra mondiale; similarmente, la corte monegasca notificò ufficialmente alla Francia il contemplato matrimonio di Caroline con il principe Ernesto Augusto e ricevette l'assicurazione che non esistevano obiezioni, in ottemperanza del Trattato franco-monegasco del 1918.
Sposando una cattolica, Ernesto Augusto ha rinunciato al suo remoto posto nell'ordine di successione al trono britannico (riguadagnato con il Succession to the Crown Act 2013). Ma la figlia della coppia, la principessa Alexandra di Hannover, nata nel 1999 e allevata nella fede protestante, è legata sia alla legge dinastica della Casa di Monaco, che richiede il preventivo consenso del principe regnante per celebrare un matrimonio valido, sia al Royal Marriages Act britannico, benché essa sia approssimativamente trecentonovantanovesima nella linea di successione al trono britannico, mentre è quattordicesima in quella relativa al Principato di Monaco.
Tutte le monarchie europee, e molti reami non europei, hanno leggi o tradizioni che richiedono l'approvazione preventiva del monarca per il matrimonio dei membri della dinastia regnante. La particolarità della legge britannica sta nel fatto che questa non è stata modificata sin da quando essa è stata adottata, cosicché il suo ambito è divenuto sempre più ampio, dispiegando i suoi effetti non solo sulla famiglia reale britannica più stretta, ma anche su parenti molto più distanti del monarca. Inoltre il suo ambito sta crescendo: mentre nel passato le principesse britanniche erano solite sposarsi in dinastie estere, escludendo così i loro discendenti dal seguire le norme del Royal Marriages Act 1772, attualmente molte sposano loro connazionali britannici, cosicché i loro figli divengono soggetti alle restrizioni dell'atto, così come per i loro discendenti protestanti che sposano altri britannici, e così via, potenzialmente senza limiti. D'altronde l'applicazione della legge non è confinata unicamente a quelle che portano il titolo ufficiale di principessa: ai fini dell'atto, questo termine è inteso ad includere ogni discendente femmina legittimo di Giorgio III, visto che ognuna di esse può ereditare delle pretese alla corona britannica, a meno che non sia esclusa dall'atto stesso.

## L'esenzione Farran

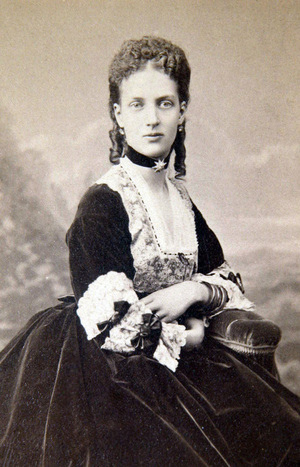
Alessandra di Danimarca, regina consorte del Regno Unito

Negli anni 1950, Charles d'Olivier Farran, docente di diritto costituzionale presso l'Università di Liverpool, teorizzò che l'atto non potesse essere più applicato ad alcuna persona vivente, perché tutti gli appartenenti alla più ristretta famiglia reale sono in realtà discendenti di principesse britanniche sposate in famiglie straniere.
A causa di "inter-matrimoni", molte discendenti in linea femminile di Giorgio II si sono nuovamente sposati nella famiglia reale britannica; in particolare, Elisabetta II ed altri membri della Casa Windsor discendono, attraverso la regina consorte Alessandra, da almeno due principesse (Maria, langravina d'Assia, e Luisa, regina di Danimarca) che erano figlie di Giorgio II che avevano sposato monarchi esteri (rispettivamente Federico II d'Assia-Kassel e re Federico V di Danimarca).
Questa cosiddetta "Esenzione Farran" andò incontro ad una notevole pubblicità, ma argomentazioni contro di essa sono state portate da Clive Parry, docente del Downing College di Cambridge, e, da quel momento, l'interpretazione di Farran è stata ignorata. Il consenso per il matrimonio nella famiglia reale (compreso il distantemente collegato Casato di Hannover) continua ad essere cercato e garantito come se nessuno dei discendenti in linea maschile di Giorgio II fosse anche discendente in linea femminile.
Come evidenziò Clive Parry, la teoria dell'esenzione Farran era ulteriormente complicata dal fatto che tutti i discendenti protestanti dell'elettrice Sofia di Hannover, antenata dei monarchi del Regno Unito sin dal 1714, erano stati intitolati ad avere la cittadinanza britannica mediante il Sophia Naturalization Act 1705 (se questi erano nati prima del 1948, anno in cui l'atto è stato abrogato). Di conseguenza, alcuni matrimoni di principesse britanniche con monarchi e principi del Continente non furono, per la legge, matrimoni con stranieri. Per esempio, il matrimonio del 1947 tra la principessa Elisabetta ed il principe Filippo, duca di Edimburgo, per nascita principe di Grecia e Danimarca, ma discendente dell'elettrice Sofia, fu un matrimonio con un cittadino britannico, anche se egli non era stato preventivamente naturalizzato nel Regno Unito. Questo vorrebbe dire che, per esempio, almeno teoricamente, la famiglia reale di Norvegia è legata agli effetti dell'atto, perché il matrimonio della principessa Maud, figlia di re Edoardo VII, con il futuro re Haakon VII di Norvegia, fu un'unione tra due cittadini britannici, visto che Haakon discendeva anch'esso dall'elettrice Sofia.

## Proposta di abrogazione
Il Succession to the Crown Bill, una proposta di legge presentata al parlamento del Regno Unito il 9 dicembre 2004, se fosse stata approvata avrebbe abrogato l'atto nella sua interezza; in ogni caso la proposta venne ritirata il 15 gennaio 2005 dal suo promotore, dopo avere appreso che non avrebbe ricevuto alcun supporto dal governo. Solo con l'Accordo di Perth e con il successivo Succession to the Crown Act l'atto fu abrogato.

## Altra legislazione
L'atto di reggenza del 1830, che disciplinava l'eventuale stato di reggenza che si sarebbe venuto a verificare nel caso in cui la regina Vittoria fosse salita al trono prima dell'età di diciotto anni, rese illegale per lei lo sposarsi senza il consenso del reggente. Lo sposo e chiunque fosse stato coinvolto nel predisporre il matrimonio senza il consenso sarebbe stato colpevole di alto tradimento; questa conseguenza era ancora più seria di quella prevista dall'atto del 1772. In ogni caso l'atto non entrò mai in vigore visto che Vittoria era già diciottenne quando divenne regina.

## Consensi per i matrimoni
I consensi ai matrimoni forniti dal sovrano in ottemperanza al Royal Marriages Act 1772 sono stati raccolti nei registri del Privy Council, ma non sono stati pubblicati. Nel 1857 divenne invece usanza quella di pubblicarli sulla London Gazette, anche se non tutte le autorizzazioni vennero annotate sul giornale. Tali mancanze sono state integrate consultando l'archivio nazionale:
- 28 settembre 1791: S.A.R. principe Federico Augusto, duca di York e S.A.R. principessa Federica di Prussia;
- 17 dicembre 1794: S.A.R. Giorgio, principe di Galles e S.A.R. principessa Carolina di Brunswick;
- 3 maggio 1797: S.A.R. Carlotta, Principessa Reale e S.A.S. Federico, principe ereditario di Württemberg;
- 15 agosto 1814: S.A.R. principe Ernesto Augusto, duca di Cumberland e Federica di Meclemburgo-Strelitz, principessa vedova di Solms-Braunfels;
- 9 marzo 1816: S.A.R. principessa Carlotta e S.A.S. Leopoldo, duca di Sassonia-Coburgo-Gotha;
- 2 aprile 1816: S.A.R. principessa Maria e S.A.R. principe Guglielmo Federico, duca di Gloucester;
- 8 giugno 1816: S.A.R. principessa Elisabetta e S.A.S. Federico VI, langravio d'Assia-Homburg;
- 22 aprile 1818: S.A.R. principe Adolfo, duca di Cambridge e S.A.R. principessa Augusta d'Assia-Kassel;
- 11 maggio 1818: S.A.R. principe Edoardo Augusto, duca di Kent e S.A.R. principessa Vittoria di Sassonia-Coburgo-Saalfeld;
- 7 luglio 1818: S.A.R. principe Guglielmo Enrico, duca di Clarence e S.A.R. principessa Adelaide di Sassonia-Meiningen;
- 13 giugno 1842: S.A.R. Giorgio, principe della corona di Hannover e S.A.R. principessa Maria di Sassonia-Altenburg;
- 2 novembre 1842: S.A.R. principessa Augusta di Cambridge e principe Federico, granduca ereditario di Meclemburgo-Strelitz;
- 16 maggio 1857: S.A.R. Vittoria, Principessa Reale e S.A.R. principe Federico di Prussia;
- 30 aprile 1861: S.A.R. principessa Alice e S.A.G. principe Luigi d'Assia-Darmstadt;
- 1º novembre 1862: S.A.R. Alberto Edoardo, principe di Galles e S.A.R. principessa Alessandra di Danimarca;
- 5 dicembre 1865: S.A.R. principessa Elena e S.A.S. principe Cristiano di Schleswig-Holstein;
- 19 maggio 1866: S.A.R. principessa Maria Adelaide di Cambridge e S.A.S. duca Francesco di Teck;
- 24 ottobre 1870: S.A.R. principessa Luisa e John Campbell, marchese di Lorne, futuro 9º duca di Argyll;
- 17 luglio 1873: S.A.R. Alfredo, duca di Edimburgo e S.A.I. granduchessa Marija Aleksandrovna di Russia;
- 16 maggio 1878: S.A.R. Arturo, duca di Connaught e S.A.R. principessa Luisa Margherita di Prussia;
- 27 novembre 1878: S.A.R. Ernesto Augusto, principe della corona di Hannover e duca di Cumberland e S.A.R. principessa Thyra di Danimarca;
- 18 marzo 1880: S.A.R. principessa Federica di Hannover e barone Pawel Rammingen;
- 29 novembre 1881: S.A.R. principe Leopoldo, duca di Albany e S.A.S. principessa Elena di Waldeck-Pyrmont;
- 27 gennaio 1885: S.A.R. principessa Beatrice e S.A.R. principe Enrico di Battenberg;
- 5 luglio 1889: S.A.R. principessa Luisa di Galles e Alexander Duff, conte di Fife;
- 3 luglio 1891: S.A. principessa Maria Luisa di Schleswig-Holstein e S.A. principe Ariberto di Anhalt;
- 12 dicembre 1891: S.A.R. principe Alberto Vittorio, duca di Clarence e S.A.S. principessa Maria di Teck; egli morì prima che si celebrasse il matrimonio, cosicché Maria sposò il fratello di lui (vedi oltre);
- 28 giugno 1892: S.A.R. principessa Maria di Edimburgo e S.A.R. Ferdinando, principe della corona di Romania;
- 16 maggio 1893: S.A.R. principe Giorgio, duca di York e S.A.S. principessa Maria di Teck;
- 29 gennaio 1894: S.A.R. principessa Vittoria Melita di Sassonia-Coburgo-Gotha e Ernesto Luigi, granduca d'Assia;
- 19 ottobre 1894: S.A.R. principe Adolfo di Teck e Lady Margaret Grosvenor;
- 21 novembre 1895: S.A.R. principessa Maud di Galles e S.A.R. principe Carlo di Danimarca;
- 12 dicembre 1895: S.A.R. principessa Alessandra di Sassonia-Coburgo-Gotha e S.A.S. principe Ernesto II di Hohenlohe-Langenburg;
- 15 maggio 1900: S.A.R. principessa Maria Luisa di Hannover e S.A.G. principe Massimiliano di Baden;
- 16 novembre 1903: S.A.R. principessa Alice di Albany e S.A.S. principe Alessandro di Teck;
- 7 marzo 1904: S.A.R. principessa Alessandra di Hannover e S.A.R. granduca Federico Francesco IV di Meclemburgo-Schwerin;
- 27 febbraio 1905: S.A.R. duca Carlo Edoardo di Sassonia-Coburgo-Gotha e S.A. principessa Vittoria Adelaide di Schleswig-Holstein-Sonderburg-Glücksburg;
- 20 marzo 1905: S.A.R. principessa Margherita di Connaught e S.A.R. principe Gustavo, duca di Scania;
- 17 marzo 1913: S.A.R. principe Ernesto Augusto III di Brunswick e S.A.R. principessa Vittoria Luisa di Prussia;
- 12 agosto 1913: S.A.R. principe Arturo di Connaught e S.A. principessa Alexandra, duchessa di Fife;
- 11 febbraio 1919: S.A.R. principessa Patrizia di Connaught e comandante Alexander Ramsay;
- 22 novembre 1921: S.A.R. principessa Mary e Henry Charles George, visconte Lascelles;
- 12 febbraio 1923: S.A.R. principe Giorgio, duca di York e Lady Elizabeth Bowes-Lyon;
- 26 giugno 1923: S.A. principessa Maud di Fife e Lord Charles Carnegie;
- 7 ottobre 1931: Lady May Cambridge e capitano Henry Abel Smith;
- 5 ottobre 1934: S.A.R. principe Giorgio e S.A.R. principessa Marina di Grecia;
- 3 ottobre 1935: S.A.R. principe Henry, duca di Gloucester e Lady Alice Montagu Douglas Scott;
- 26 dicembre 1937: S.A.R. principessa Federica di Hannover e S.A.R. principe Paolo di Grecia;
- 29 gennaio 1941: Lady Iris Victoria Beatrice Grace Mountbatten e Hamilton Joseph Keyes O'Malley;
- 31 luglio 1947: S.A.R. principessa Elisabetta e luogotenente Filippo Mountbatten;
- 28 luglio 1949: George Lascelles, 7º conte di Harewood e miss Maria Stein;
- 1º agosto 1951: S.A.R. principe Ernesto Augusto di Hannover e S.A.R. principessa Ortrud di Schleswig-Holstein-Sonderburg-Glücksburg;
- 27 giugno 1952: Gerald Lascelles e miss Angela Dowding;
- 1º giugno 1956: Lord James Carnegie e Caroline Dewar;
- 19 agosto 1956: Alexander Ramsay e Flora Fraser, 21º Lady Saltoun;
- 31 luglio 1957: miss Anne Abel Smith e David Liddell-Grainger;
- 14 settembre 1959: capitano Richard Abel Smith e miss Marcia Kendrew;
- 16 marzo 1960: S.A.R. principessa Margaret e Antony Armstrong-Jones;
- 3 agosto 1960: S.A.R. principe Guelfo Enrico di Hannover e principessa Sofia Alessandra di Isenburg-Büdingen;
- 24 marzo 1961: S.A.R. principe Edward, duca di Kent e miss Katharine Worsley;
- 19 dicembre 1962: S.A.R. principessa Alexandra di Kent e Sir Angus Ogilvy;
- 26 febbraio 1965: miss Elizabeth Abel Smith e Peter Wise;
- 28 luglio 1967: George Lascelles, 7º conte di Harewood e miss Patricia Tuckwell;
- 4 febbraio 1972: S.A.R. principe Richard di Gloucester e miss Birgitte van Deurs;
- 29 marzo 1973: James Lascelles e miss Fredericka Duhrssen;
- 24 luglio 1973: S.A.R. principessa Anna e capitano Mark Phillips;
- 1º agosto 1979: S.A.R. principe Michael di Kent e baronessa Marie Christine von Reibnitz (in precedenza mrs Thomas Troubridge);
- 15 novembre 1978: Gerald David Lascelles ed Elizabeth Evelyn Colvin;
- 6 febbraio 1979: David Lascelles, visconte Lascelles e miss Margaret Messenger (London Gazette, 13 February 1979).
- 26 giugno 1979: Henry Lascelles e miss Alexandra Morton;
- 13 febbraio 1980: Katharine Fraser, signora di Saltoun e capitano Mark Nicholson;
- 28 luglio 1980: miss Katharine Abel Smith e Sir Hubert Beaumont;
- 1981 (non datato: tra febbraio e luglio): S.A.R. Carlo, principe di Galles e Lady Diana Spencer;
- 10 giugno 1981: S.A.R. Ernesto Augusto, principe di Hannover e S.A.S. contessa Monica di Solms-Laubach;
- 10 giugno 1981: S.A.R. principe Ernesto Augusto di Hannover e miss Chantal Hochuli;
- 16 maggio 1986: S.A.R. principe Andrea e miss Sarah Ferguson;
- 10 febbraio 1987: David Carnegie, conte di Macduff e miss Caroline Bunting;
- 15 settembre 1987: S.A.R. principe Ludovico Rodolfo di Hannover e S.A.S. contessa Isabella di Thurn e Valsassina-Como-Vercelli;
- 23 marzo 1988: James Ogilvy e miss Julia Rawlinson;
- 24 luglio 1990: Alice Ramsay di Mar e David Ramsey;
- 11 febbraio 1992: Lady Helen Windsor e Timothy Taylor;
- 1992 (non datato): S.A.R. Anna, Principessa Reale e comandante Tim Laurence;
- 1993 (non datato): David Armstrong-Jones, visconte Linley e Serena Stanhope;
- 22 giugno 1994: Lady Sarah Armstrong-Jones e Daniel Chatto;
- 13 aprile 1999: S.A.R. il Principe Edoardo e miss Sophie Rhys-Jones;
- 11 aprile 2001: Lady Alexandra Carnegie e Mark Etherington;
- 11 dicembre 2001: Charles Liddell-Grainger & Eugenie Campagne;
- 17 aprile 2002: Alexander Windsor, conte di Ulster e Miss Claire Booth;
- 10 dicembre 2003: Henry Lascelles e Fiona Wilmott;
- 20 luglio 2004: Lady Davina Windsor e Gary Lewis;
- 2 marzo 2005: S.A.R. Carlo, principe di Galles e Camilla Parker-Bowles;
- 10 ottobre 2006: Lord Nicholas Windsor e Paola Doimi de Frankopan;
- 2 maggio 2007: Amelia May Beaumont e Simon Peregrine Gauvain Murray;
- 12 dicembre 2007: Lady Rose Windsor e George Edward Gilman;
- 12 febbraio 2008: Emily Lascelles e Matthew Shard;
- 9 aprile 2008: Peter Phillips e Autumn Kelly;
- 9 ottobre 2008: Charles Montagu Liddell-Grainger e Martha Margaretha de Klerk;
- 11 febbraio 2009: Benjamin George Lascelles e Carolina Velez;
- 10 giugno 2009: Lord Frederick Windsor e Sophie Winkleman;
- 9 febbraio 2011: S.A.R. il Principe William del Galles e Kate Middleton;
- 10 maggio 2011: Zara Phillips e Mike Tindall;
- 10 maggio 2011: Mark Lascelles e Judith Kilburn.